# Reino de Quinda
Quinda (em árabe: كندة; romaniz.: Kindah), também chamado de Quindate Maluque (Kindat al-Mulūk) ou "Quinda Real", foi um reino beduíno fundado pelos quinditas ou quindaídas, uma tribo oriunda do Hadramaute que, segundo evidências existentes, poderia ter existido desde o século II a.C.. Sua área de influência abrangia o centro-sul da Arábia, da fronteira com o Iêmem até Meca, e era muito diferente dos Estados organizados no Iêmem; seus reis exerceram influência sobre algumas tribos associadas mais pelo prestígio pessoal do que pela autoridade coercitiva. A descoberta da tumba de um rei de Quinda, datado talvez do século III em Cariate Date Cail (atual Cariate Alfau), na rota comercial que liga Négede com a costa leste, sugere que o sítio teria sido a capital.
Textos sabeus dos séculos II-III apresentam referências à Quinda, atestando relações hostis (diz-se de um assalto à Cariate Date Cail) e amistosas (auxílio de tropas quinditas aos governantes iemenitas). No final do século V, sob Hujir Aquil Almurar, fundador tradicional de sua dinastia, os quinditas migraram do sul ao norte da Arábia. Lá, formaram sua confederação com a união com outras tribos. Sob Aretas (Alharite ibne Anre em árabe), o neto de Ḥujir Aquil e o mais proeminente rei da confederação, os quinditas invadiram a região do atual Iraque e capturaram Hira, a capital do rei lacmida Alamúndaro III (Alamundir III ibne Anumane em árabe). Em 529, Alamúndaro III reconquistou a cidade e matou Aretas, junto com outros 50 membros da casa real, o que fragilizou o poder dos quinditas.
Com a morte de Aretas, e talvez após a emergência dos coraixitas de Meca, Quinda dividiu-se em quatro tribos (assaditas, taglibitas, caicitas e Cinaná), cada qual liderada por um senhor quindita. Porém, estas tribos constantemente competiram entre si, provocando, em meados do século VI, a expulsão dos senhores quinditas novamente ao sul da Arábia. No período muçulmano, descendentes da casa de Quinda continuaram a ocupar proeminentes posições cortesãs e um dos ramos da família adquiriu proeminência em Alandalus. O proeminente poeta Inru Alcais pertenceu à tribo dos quinditas.
Os quinditas foram politeístas até o século VI, com evidências de rituais dedicados aos deuses Astar e Cail encontradas na capital deles. Não é certo se converteram-se ao judaísmo ou permaneceram pagãos, mas há fortes evidências arqueológicas que eles estiverem entre as tribos que fizeram parte das forças de Dunaas (r. 517–525/527) durante a tentativa do rei judeu de suprimir o cristianismo no Iêmem.

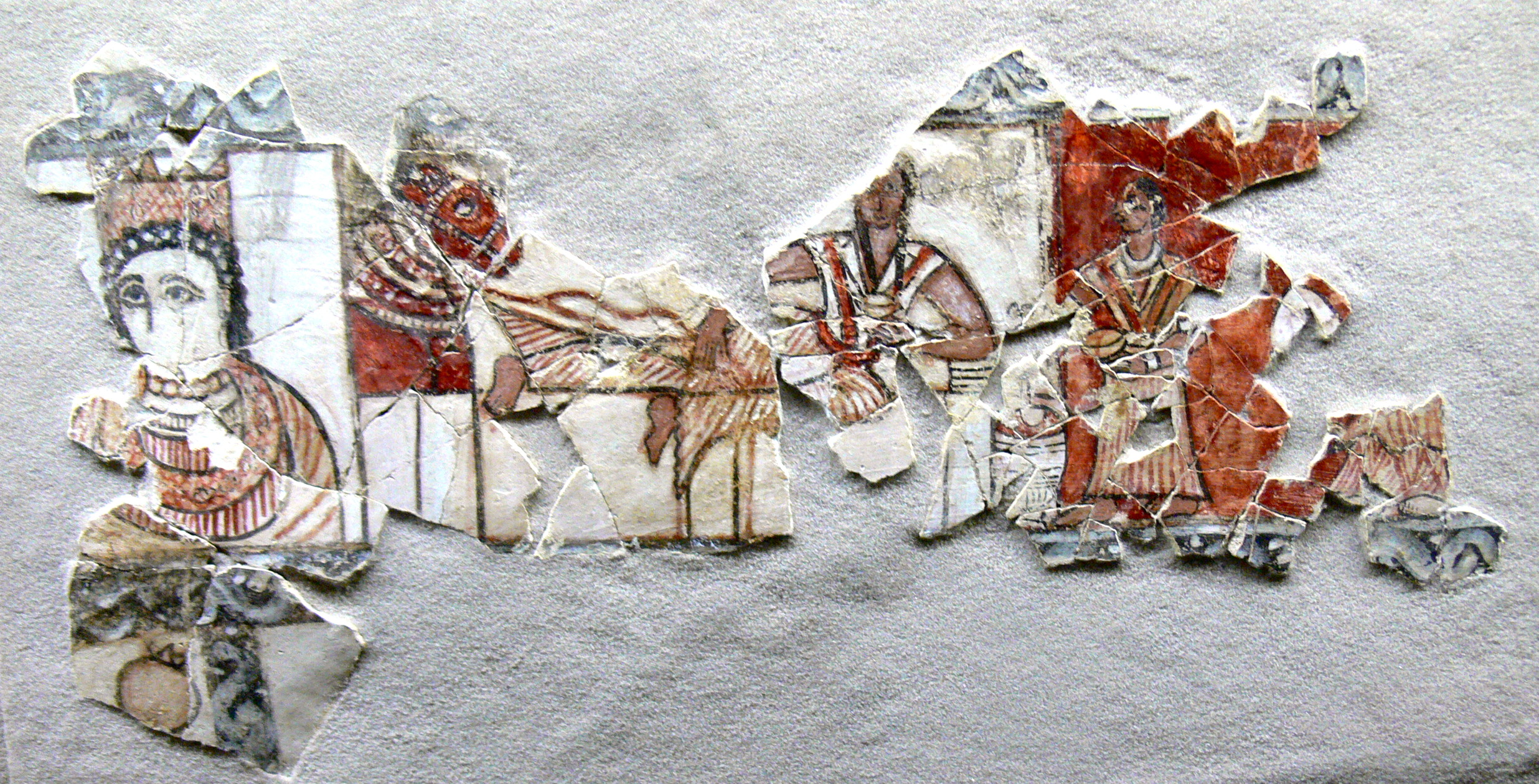
Fragmentos de uma pintura mural mostrando um rei quindita, século I